# Реакція Кадіо — Ходкевича
Реакція Кадіо — Ходкевича (англ. Cadiot — Chodkiewicz reaction) — каталітична конденсація монозаміщених ацетиленів з галоген-заміщеними (в присутності Cu2Cl2) в основному середовищі з утворенням несиметричних діацетиленів.
RC≡СH + R'C≡CHlg → RC≡C–C≡CR'.
Варіант реакції: